# فهرست پررفت‌وآمدترین فرودگاه‌ها در الجزایر
این مقاله مربوط به فهرست پررفت‌وآمدترین فرودگاه‌ها در الجزایر است.
| فرودگاه                      | یاتا/ایکائو | شهر              | استان            | مجموع مسافران | مسافران داخلی | مسافران بین‌المللی | مجموع بارها | بارهای داخلی | بارهای بین‌المللی | مجموع جابه‌جایی‌ها |
| ---------------------------- | ----------- | ---------------- | ---------------- | ------------- | ------------- | ----------------- | ----------- | ------------ | ---------------- | ---------------- |
| فرودگاه صومام عبان رمضان     | BJA/DAAE    | بجایه، الجزایر   | بجایه، الجزایر   | ۲۰۵٬۳۱۲       | ۵۱٬۷۵۷        | ۱۵۳٬۵۵۵           | ۷۱٬۰۵۷      | ۳۰٬۵۳۷       | ۴۰٬۵۲۰           | ۲۴۶۳             |
| فرودگاه هواری بومدین         | ALG/DAAG    | الجزیره          | Algiers          | ###           | ###           | ###               | ###         | ###          | ###              | ###              |
| فرودگاه بین‌المللی چلف        | CSK/DAOI    | Chlef            | Chlef            | ۲۵٬۱۲۲        | ۰             | ۲۵٬۱۲۲            | ۰           | ۰            | ۰                | ۲۱۲              |
| فرودگاه ال مکرارگ            | LOO/DAUL    | الاغواط، الجزایر | الاغواط، الجزایر | ۲٬۶۰۱         | ۱۱            | ۲٬۵۹۰             | ۰           | ۰            | ۰                | ۴۳               |
| فرودگاه گوئه‌مار              | ELU/DAUO    | الوادی، الجزایر  | الوادی، الجزایر  | ۲۲٬۰۹۸        | ۱۹٬۷۱۵        | ۲٬۳۸۳             | ۰           | ۰            | ۰                | ۶۸۰              |
| فرودگاه سیدی مهدی            | TGR/DAUK    | تقورت، الجزایر   | ورقله، الجزایر   | ۱۰٬۸۸۴        | ۱۰٬۸۸۴        | ۰                 | ۰           | ۰            | ۰                | ۴۲۶              |
| فرودگاه هاسی رمل             | HRM/DAFH    | Hassi R'Mel      | الاغواط، الجزایر | ۲۵٬۱۴۷        | ۲۵٬۱۴۷        | ۰                 | ۱۰٫۰۹       | ۱۰٫۰۹        | ۰                | ۴۵۲              |
| فرودگاه نومرات-موفدی زاکاریا | GHA/DAUG    | غردایه           | غردایه           | ۴۵٬۰۲۲        | ۳۴٬۵۰۰        | ۱۰٬۵۲۲            | ۱۰۷٬۸۸۶     | ۷٬۱۸۶        | ۱۰۰٬۷۰۰          | ۱۵۹۵             |
| فرودگاه عین بیدا             | OGX/DAUU    | ورقله، الجزایر   | ورقله، الجزایر   | ۳۷٬۶۷۵        | ۳۵٬۰۷۵        | ۲٬۶۰۰             | ۴۰٫۱۱       | ۴۰٫۱۱        | ۰                | ۹۷۰              |
| فرودگاه کریم بلقاسم          | MCH/DAUH    | حاسی مسعود       | ورقله، الجزایر   | ۵۶۵٬۶۵۶       | ۵۱۸٬۲۴۱       | ۴۷٬۴۱۵            | ۳۰۸۴٫۴۳۴    | ۲۱۷٫۴۷۲      | ۲۸۶۶٫۹۶۲         | ۶۲۷۴             |